# めぞん一刻 (アニメ)
『めぞん一刻』（めぞんいっこく）は、高橋留美子による同名の漫画を原作とする、日本のアニメーション作品。
高橋留美子の漫画作品では、当時『めぞん一刻』（ビッグコミックスピリッツ・小学館）とともに連載中であった『うる星やつら』（週刊少年サンデー・小学館）に続いてアニメ化された。1986年から1988年の約2年に渡るテレビアニメシリーズに加え、劇場アニメ、OVAも製作された。

## テレビアニメ
キティ・フィルムとフジテレビの制作でテレビアニメ化。1986年3月から1988年3月まで、フジテレビ系列ほかにて全96話が放送された。アニメーション制作はスタジオディーンが担当した。キャッチフレーズは「坂の途中に愛がある」。
本テレビアニメ作品の制作は、前番組『うる星やつら』（1981年版）のテレビアニメ制作を担当していた会社がそのまま担当する形となり、チーフディレクターのやまざきかずおをはじめ、『うる星やつら』（1981年版）の製作に関わってきたスタッフの多くが本作品の制作にも参加した。しかし、シリーズの途中でメインスタッフの交代が何度もあった。
キャストについては、五代裕作役の二又一成や音無響子役の島本須美をはじめ、千葉繁、神谷明、三田ゆう子、古川登志夫、島津冴子など、『うる星やつら』（1981年版）のキャストだった声優が多く起用された。
最高視聴率は22.1%、平均視聴率は16.2%を記録した（いずれも関東地区・ビデオリサーチ社の調査による）。

### 作品の特徴（テレビアニメ）
青年誌に連載されていた原作に見られる性に関する発言やラブホテルに入る場面、ベッドシーンなどは、アニメでは表現の自主規制で描かなかったり、間接的な表現に変更されている。ただし、第26話までは性に関する発言やお色気描写が描かれることがあった。
こうした性的な描写を除き、放送時の時代背景や季節に合わせた原作の変更の多かった『うる星やつら』（1981年版）とは異なり、本作品はできるだけ原作に近いアニメ化を目指すことになった。これにより第26話までは原作に忠実に話が進んだものの、放送日と季節感が大幅にずれたエピソードを放送されるような事態になり、一般の視聴者から苦情が寄せられた。そのため、メインスタッフの交代に合わせて、第27話からは正月に初詣に行くエピソードを夏祭りに差し替えたり、夏にビアガーデンでアルバイトする話を冬の居酒屋でアルバイトする話に変更するなど、本放送時期に近い季節で描かれた。
エピソードは原作をなぞっているが、キャラクターの設定や心情描写が変更されたり、追加された。特に、ヒロイン・音無響子の性格が原作とアニメでは多少異なる。原作では基本的には清楚であるがその反面、五代裕作の女性関係に触れるとヤキモチを焼いて意地悪な言動をする。第26話まではほぼ原作通りであったが、以降は意地悪な言動が縮小され、さらに清楚・おしとやか・惣一郎に一途なキャラクターになっており、言動もそれにともなって変更されていることが多い。これらの変更により、五代裕作が骨折するエピソードなど一部は原作とニュアンスが変わるか、もしくは描かれなかった。
原作漫画において途中で二号室に入居する二階堂望はテレビアニメには一切登場しなかったが、1988年公開の劇場版『めぞん一刻 完結篇』では登場する。また、第50話でアニメオリジナルキャラクターの三越善三郎が登場する。三越は、原作では誰も入居しない一刻館の三号室へ一時的に入居した。ただしこの三号室は、三越が去った後でも五代が一時的に使用していた時期があった。
原作よりも時間の経過が早く、五代の行動が異なる。後半の大学卒業後に保育士試験を受けるエピソードは、大学在籍中の卒業試験に変更されている。これによって、五代の性格が若干異なっており、原作よりアニメの方が意志が強い性格となっている。また、八神いぶきの父から紹介状を2回渡される。
八神いぶきが原作よりも長く登場する。原作では響子に「弱虫。」と言ったのを最後に最終回の後日譚まで登場しなくなるが、アニメではその後もしばらく登場する。ただし、いぶきと五代、響子の関係は原作同様に明確な形では決着しない。また、原作にいぶきが高校生であるにもかかわらず茶々丸で飲酒するシーンがあったが、アニメは未遂で終わっている。
三鷹瞬の愛車が原作では日産・シルビアだったが、アニメではトヨタ・ソアラに変更されている。スポンサーにトヨタ自動車が入ったためとされる。

### キャスト（テレビアニメ）
- 音無響子 - 島本須美[1]
- 五代裕作 - 二又一成[1]、渡辺久美子（幼少時）
- 四谷[1] / 惣一郎（犬） - 千葉繁
- 六本木朱美[1] / 花子 / 恭子 - 三田ゆう子
- 一の瀬花枝 - 青木和代[1]
- 一の瀬賢太郎 - 坂本千夏[4]
- 音無惣一郎 - 田中秀幸
- 三鷹瞬[1] / 三鷹の父 - 神谷明
- 七尾こずえ - 冨永みーな[1]
- 音無郁子 - 荘真由美[4]
- 音無老人 - 槐柳二[4]
- 茶々丸のマスター[4] - 若本規夫
- 坂本 - 古川登志夫[4]
- 八神いぶき - 渕崎有里子（渕崎ゆり子）[4]
- 九条明日菜 - 鶴ひろみ[4]
- 五代ゆかり - 京田尚子[4]
- 飯岡 - 富山敬[4]
- 千草律子（響子の母） - 松島みのり[4]
- 響子の父 - 富田耕生[4]
- 一の瀬氏 - 矢田稔[4]
- 五代の父 - 西村知道
- 五代の母 - 朝井良江→浅井淑子
- 郁子の母 - 峰あつ子
- 黒木小夜子 - 島津冴子
- 早乙女部長 - 大竹宏
- 上荻先生 - 沢田敏子
- 三鷹の叔父 / 恭子の父 - 天地麦人
- かすみ / 三鷹の母 - 小宮和枝
- 小林 - 喜多川拓郎
- 小泉 / 敦子 / 太郎 / 葉介 / 恭子の母 - 林原めぐみ
- 神坂 - 鷹森淑乃
- 明日菜の父 - 亀山助清
- 明日菜の母 / みどり - 高島雅羅
- 八神の父 - 兼本新吾
- 八神の母 - 向殿あさみ
- 悦子 - 室井深雪
- 麻美 / 徹 - TARAKO
- こずえの父 - 納谷六朗
- こずえの母 - 坪井章子
- ゆうこ - 勝生真沙子
- 三越善三郎 - 堀勝之祐
- トシゾー - 増岡弘
- その他 - 安西正弘　ほか多数

### スタッフ（テレビアニメ）
- 原作 - 高橋留美子[1]
- 製作 - 多賀英典
- 企画 - 岡正（第1話 - 第76話）、落合茂一
- チーフディレクター - やまざきかずお（第1話 - 第26話）[4]→安濃高志（第27話 - 第52話）[4]→吉永尚之（第53話 - 第96話）[4]
- アシスタントディレクター - 吉永尚之（第47話 - 第52話）
- シリーズ構成 - 土屋斗紀雄（第1話 - 第26話）[4]→伊藤和典（第27話 - 第52話）[4]→高屋敷英夫（第53話 - 第96話）[4]
- 音楽 - 杉山卓夫[1][注 5]、川井憲次（第27話 - 第96話）
- カラーコーディネート - 保田道世（第27話 - 第52話）
- キャラクターデザイン - もりやまゆうじ（第1話 - 第26話）[4]→高田明美（第27話 - 第96話）[4]
- 美術監督 - 朝倉千登勢
- 撮影監督 - 小沢次雄
- 録音監督 - 斯波重治
- プロデューサー - 松下洋子、久保真、加藤裕子（第1話 - 第76話）→中尾嘉伸、河野雄一（第77話 - 第96話）
- アニメーション制作 - スタジオディーン
- 制作 - キティ・フィルム[2]、フジテレビ[2]

### 主題歌（テレビアニメ）
|   | 曲名                       | 歌手 アーティスト      | 作詞                   | 作曲                   | 編曲     | アニメーション    | 使用話                           | 備考 |
| - | -------------------------- | ---------------------- | ---------------------- | ---------------------- | -------- | ----------------- | -------------------------------- | --- |
| 1 | 悲しみよこんにちは         | 斉藤由貴               | 森雪之丞               | 玉置浩二               | 武部聡志 | 南家こうじ        | 第1話 - 第23話、 第25話 - 第37話 | 効果音が挿入されている。スタッフロールのクレジット書体が異なるものも存在する。                                                                       |
| 2 | アローン・アゲイン         | ギルバート・オサリバン | ギルバート・オサリバン | ギルバート・オサリバン | -        | 中村泰敏、 古瀬登 | 第24話                           | 石原真理子主演の実写劇場版『Apartment Fantasy めぞん一刻』の公開に際し、テレビアニメでも主題歌として使用された。加えて第27話では本編中で使用された。 |
| 3 | 好きさ                     | 安全地帯               | 松井五郎               | 玉置浩二               | 安全地帯 | 片山由美子        | 第38話 - 第52話                  | |
| 4 | サニーシャイニーモーニング | 松尾清憲               | 湯川れい子             | 松尾清憲               | 白井良明 | 南家こうじ        | 第53話 - 第76話                  | リリース版とはアウトロのアレンジが異なる。 |
| 5 | 陽だまり                   | 村下孝蔵               | 村下孝蔵               | 村下孝蔵               | 水谷公生 | 南家こうじ        | 第77話 - 第96話                  | |

|   | 曲名               | 歌手 アーティスト      | 作詞                   | 作曲                   | 編曲              | アニメーション    | 使用話                            | 備考 |
| - | ------------------ | ---------------------- | ---------------------- | ---------------------- | ----------------- | ----------------- | --------------------------------- | --- |
| 1 | あした晴れるか     | 来生たかお             | 来生えつこ             | 来生たかお             | 星勝              | 南家こうじ        | 第1話 - 第14話                    | リリース版とはアウトロのアレンジと一部の歌詞が異なる。本編中でもインストゥルメンタル版が度々使用された。         |
| 2 | シ・ネ・マ         | ピカソ                 | 大山潤子               | ピカソ                 | ピカソ、 鳥山雄司 | 阿部司            | 第15話 - 第23話、 第25話 - 第33話 | リリース版とは間奏の後が異なる。                                                                                 |
| 3 | ゲット・ダウン     | ギルバート・オサリバン | ギルバート・オサリバン | ギルバート・オサリバン | -                 | 中村泰敏、 古瀬登 | 第24話                            | 石原真理子主演の実写劇場版『Apartment Fantasy めぞん一刻』の公開に際し、テレビアニメでも主題歌として使用された。 |
| 4 | ファンタジー       | ピカソ                 | 森雪之丞               | ピカソ                 | ピカソ            | 阿部司 清水恵子   | 第34話 - 第52話                   | 第34話以外、効果音が挿入されている。リリース版とはアウトロのアレンジが異なる。                                   |
| 5 | サヨナラの素描     | ピカソ                 | 森雪之丞               | ピカソ                 | 森英治            | 南家こうじ        | 第53話 - 第76話                   | |
| 6 | ビギン・ザ・ナイト | ピカソ                 | 来生えつこ             | ピカソ                 | ピカソ            | 南家こうじ        | 第77話 - 第96話                   | |

#### ギルバート・オサリバンの楽曲の使用について
第24話の主題歌は、石原真理子主演による『めぞん一刻』の実写劇場版『Apartment Fantasy めぞん一刻』の公開に合わせて、そのテーマソングであるギルバート・オサリバンの楽曲「アローン・アゲイン」がオープニングテーマに、「ゲット・ダウン」がエンディングテーマに使用された。しかし、諸般の事情で2曲とも第24話のみの使用となった。
続く第25話からは以前の主題歌（「悲しみよこんにちは」と「シ・ネ・マ」）が再び使用された。この理由について、番組の広報担当者が当時のアニメ雑誌上で「曲の権利関係の調整が不十分だった」と、著作権上の問題であったと弁明している。しかしアニメ誌以外では事情説明がなかったため、情報が伝わらなかった。

当時のプロデューサーの松下洋子は、以下のように語っている。
ただしその後、第27話のラストシーンで挿入歌として「アローン・アゲイン」が使用されている。
当時のアニラジ「mamiのRADIかるコミュニケーション」では、この件についてフジテレビに問い合わせたところ「『悲しみよこんにちは』がオリコンで急上昇したために戻した」との回答を得たとしているが、急上昇した事実はない。

### エクストラ・ソングス
劇中では、著名なアーティストによる歌やインストの楽曲が多く起用されている。しかし、エンディングのスタッフロールでは楽曲の情報が一切明記されていない。使用されている楽曲の多くは、オープニングとエンディングテーマの作者やレーベルや『うる星』で起用されていたアーティストや楽曲でつながりがあり、縁故的である。後に発売された8枚組のCD『「めぞん一刻」コンプリート・ミュージック・ボックス』に、ほぼ全楽曲が「エクストラ・ソングス」として収録されている。
|    | 曲名                                     | アーティスト                 | 放送話数・パート                                                      | 備考                                                                   |
| -- | ---------------------------------------- | ---------------------------- | --------------------------------------------------------------------- | ---------------------------------------------------------------------- |
| 1  | ONE TRACK MIND                           | CINDY                        | 第7話Bパート 第14話Aパート 第26話Aパート 第67話Bパート                |                                                                        |
| 2  | 煙が目にしみる                           | 松田良                       | 第8話Aパート                                                          |                                                                        |
| 3  | INSIDE OF YOUR LOVE                      | CINDY                        | 第12話Bパート 第54話Aパート                                           |                                                                        |
| 4  | 剣と女王                                 | マーク・ゴールデンバーグ     | 第13話Bパート 第79話Aパート                                           |                                                                        |
| 5  | 昼下りの妖精                             | 松田良                       | 第13話Bパート 第88話Aパート                                           |                                                                        |
| 6  | TRY YOUR LUCK AGAIN                      | CINDY                        | 第14話Bパート 第30話Bパート 第34話Aパート 第39話Bパート 第70話Aパート |                                                                        |
| 7  | Manbo No.5                               | 高中正義                     | 第15話Bパート                                                         |                                                                        |
| 8  | FINGER DANCIN'                           | 高中正義                     | 第15話Bパート                                                         |                                                                        |
| 9  | SPACE WAGON                              | 高中正義                     | 第15話Bパート                                                         |                                                                        |
| 10 | GARDEN OF LOVE                           | CINDY                        | 第18話Aパート 第23話Bパート 第51話Aパート                             |                                                                        |
| 11 | 夢芝居                                   | 梅沢富美男                   | 第19話Bパート 第78話Aパート                                           | 『ミュージック・ボックス』では、小椋佳による歌唱音源で収録されている。 |
| 12 | 碧い瞳のエリス                           | 安全地帯                     | 第19話Bパート                                                         |                                                                        |
| 13 | セーラー服と機関銃                       | 薬師丸ひろ子                 | 第19話Bパート                                                         |                                                                        |
| 14 | ピーセス・オブ・エイト - PIECES OF EIGHT | マーク・ゴールデンバーグ     | 第20話Aパート 第51話Bパート 第61話Bパート 第78話Bパート               |                                                                        |
| 15 | ふたたびの                               | 泰英二郎                     | 第20話Aパート                                                         |                                                                        |
| 16 | 時代おくれの酒場                         | 加藤登紀子                   | 第21話Aパート                                                         |                                                                        |
| 17 | YOU AND I                                | CINDY                        | 第22話Aパート 第35話Bパート 第63話Aパート                             |                                                                        |
| 18 | つらいけど                               | 泰英二郎                     | 第23話Aパート                                                         |                                                                        |
| 19 | SOMETHING IN THE AIR                     | CINDY                        | 第24話Aパート 第38話Aパート 第42話Aパート 第73話Bパート               |                                                                        |
| 20 | 夢の入口へ…                              | 音無響子（CV. 島本須美）     | 第24話Bパート 第46話Aパート                                           |                                                                        |
| 21 | 泣かせて                                 | 小椋佳                       | 第27話Bパート 第31話Aパート 第32話Bパート                             |                                                                        |
| 22 | 春の嵐の夜の手品師                       | あがた森魚                   | 第28話Aパート                                                         |                                                                        |
| 23 | 予感                                     | 音無響子（CV. 島本須美）     | 第33話Bパート                                                         | インスト版としての起用も数回ある。                                     |
| 24 | 風にたわむれ                             | マーク・ゴールデンバーグ     | 第35話Bパート 第76話Bパート                                           |                                                                        |
| 25 | マイ・ハート                             | マーク・ゴールデンバーグ     | 第35話Bパート 第51話Aパート                                           |                                                                        |
| 26 | 霧笛が俺を呼んでいる                     | 赤木圭一郎                   | 第36話Aパート・Bパート                                                |                                                                        |
| 27 | もう少し遠く                             | 来生たかお                   | 第43話Aパート 第46話Aパート 第89話Aパート                             |                                                                        |
| 28 | SKIN DEEP                                | CINDY                        | 第43話Bパート 第60話Bパート                                           |                                                                        |
| 29 | 唇に悪夢                                 | 原江梨子                     | 第47話Aパート 第77話Aパート                                           | 『ミュージック・ボックス』には収録されていない。                       |
| 30 | 夢時雨                                   | さくら                       | 第47話Bパート                                                         |                                                                        |
| 31 | わるい癖                                 | 中山ラビ                     | 第47話Bパート 第78話Aパート                                           |                                                                        |
| 32 | 手相                                     | 中山ラビ                     | 第47話Bパート                                                         |                                                                        |
| 33 | とことんI LOVE YOU                       | 河合美智子                   | 第62話Aパート 第63話Aパート                                           | キティ・フィルムのアニメ映画「11人いる！」の挿入歌。                   |
| 34 | SWEET DREAM                              | 成清加奈子                   | 第64話Bパート                                                         |                                                                        |
| 35 | メロディー                               | 音無響子（CV. 島本須美）     | 第73話Aパート 第77話Bパート                                           |                                                                        |
| 36 | 交響曲“動乱”第一楽章より                 | 東京フィルハーモニー交響楽団 | 第74話Aパート                                                         |                                                                        |
| 37 | 水盃                                     | さくら                       | 第77話Aパート 第81話Aパート                                           |                                                                        |
| 38 | 微熱なキ・ブ・ン                         | ヒルビリー・バップス         | 第79話Aパート                                                         | 『ミュージック・ボックス』ではリミックス・ヴァージョンを収録。         |

#### 歌手・音無響子
劇中のヒロインである音無響子のアニメ版及び原作からの人気が相まって、劇中キャラクターを演じた島本須美ではなく音無響子名義で楽曲がリリースされた。ファーストシングルとなった『予感』（1986年9月25日発売）のレコードジャケットは、響子のレコーディング風景をイラスト化したものとなっている。「声優が歌う、番組に関連した楽曲」ではなく、「劇中のキャラクターが歌う、番組に関連した楽曲」と初めて明確に表記されており、それがキャラクターソングのはじまりとなった。
その後、セカンドシングル『メロディー』（1987年7月25日発売）、アルバム『恋するKI・MO・CHI』（1987年9月25日発売）がリリースされた。

### 各話リスト
| 話数   | サブタイトル                            | 脚本                | 絵コンテ       | 演出           | 作画監督   | 初放送日       |
| ------ | --------------------------------------- | ------------------- | -------------- | -------------- | ---------- | -------------- |
| 第1話  | お待たせしました！私が音無響子です!!    | 土屋斗紀雄          | やまざきかずお | やまざきかずお | 河南正昭   | 1986年 3月26日 |
| 第2話  | 恋の火花パチパチ！響子さんは誰が好き    | 柳川茂              | 湯山邦彦       | 吉永尚之       | 服部圭子   | 4月2日         |
| 第3話  | 暗やみでドッキドキ 響子さんと二人きり   | 金春智子            | 鹿島典夫       | 関田修         | 音無竜之介 | 4月9日         |
| 第4話  | 響子さんハラハラ?!五代くんは受験です    | 武上純希            | 向後知一       | 向後知一       | 服部圭子   | 4月16日        |
| 第5話  | 響子さんヤキモキ！五代くんが家出した    | 小西川博            | 古川順康       | やまざきかずお | 河南正昭   | 4月23日        |
| 第6話  | 春はショッキング！響子さんの秘密!!      | 土屋斗紀雄          | 山内重保       | 吉永尚之       | 土器手司   | 4月30日        |
| 第7話  | 五代くん悩みます！響子さんの好きな人    | 島田満              | 小島多美子     | 向後知一       | 服部圭子   | 5月7日         |
| 第8話  | 五代くんいけない絶叫 やる時はやります！ | 武上純希            | 湯山邦彦       | 鈴木行         | 河南正昭   | 5月14日        |
| 第9話  | 謎のテニスコーチは恋のライバルです！    | 小西川博            | 吉永尚之       | 吉永尚之       | 音無竜之介 | 5月21日        |
| 第10話 | 渚のラブパニック！ライバルは犬嫌い!!    | 柳川茂              | 向後知一       | 向後知一       | 中島敦子   | 5月28日        |
| 第11話 | 賢太郎の初恋！愛があれば年の差なんて    | 島田満              | やまざきかずお | 鈴木行         | 土器手司   | 6月4日         |
| 第12話 | 恋のスクランブル！好きって言ったのに…   | 金春智子            | 小島多美子     | 関田修         | 服部圭子   | 6月11日        |
| 第13話 | モテモテ五代くん？桃色電話にご用心！    | 武上純希            | 吉永尚之       | 吉永尚之       | 河南正昭   | 6月18日        |
| 第14話 | やったね五代くん！響子さんと初デート    | 島田満              | 鈴木行         | 鈴木行         | 音無竜之介 | 6月25日        |
| 第15話 | あぶない二人の人形劇！僕もうダメです    | 金春智子            | 向後知一       | 向後知一       | 土器手司   | 7月2日         |
| 第16話 | お見舞パニック！倒れても好きな人        | 柳川茂              | 小島多美子     | 関田修         | 服部圭子   | 7月9日         |
| 第17話 | 響子さんの初恋物語 雨の日はいつも…      | 島田満              | やまざきかずお | 吉永尚之       | 河南正昭   | 7月16日        |
| 第18話 | 響子さんの贈り物 エッ？これを僕に!?     | 土屋斗紀雄          | 鈴木行         | 鈴木行         | 音無竜之介 | 7月23日        |
| 第19話 | 五代と響子！二人の夜は危険がいっぱい    | 武上純希            | 向後知一       | 向後知一       | 土器手司   | 7月30日        |
| 第20話 | 響子さんイライラ!?帰らない五代君の謎    | 金春智子            | 小島多美子     | 関田修         | 服部圭子   | 8月6日         |
| 第21話 | 五代くんパニック！一刻館の子猫物語!!    | 小西川博            | 吉永尚之       | 吉永尚之       | 河南正昭   | 8月13日        |
| 第22話 | 大ショック五代くん！響子さんの引退宣言  | 武上純希            | 鈴木行         | 鈴木行         | 音無竜之介 | 8月20日        |
| 第23話 | 響子さん危機一髪！恐るべき母の陰謀!!    | 武上純希            | やまざきかずお | 向後知一       | 中島敦子   | 8月27日        |
| 第24話 | 五代くんドギマギ！こずえと初キッス!?    | 土屋斗紀雄          | 片山一良       | 吉永尚之       | 土器手司   | 9月3日         |
| 第25話 | 激闘！五代VS三鷹 プロポーズ大作戦!!     | 柳川茂              | 小島多美子     | 関田修         | 服部圭子   | 9月10日        |
| 第26話 | 五代ボー然！響子のヤキモチ大爆発!!      | 島田満              | やまざきかずお | やまざきかずお | 音無竜之介 | 9月17日        |
| 第27話 | 消えた惣一郎!?思い出は焼鳥の香り        | 伊藤和典            | 安濃高志       | 片山一良       | 河南正昭   | 9月24日        |
| 第28話 | 響子さんもビックリ 私が賢太郎の父です   | 小西川博            | 鈴木行         | 鈴木行         | 服部圭子   | 10月1日        |
| 第29話 | ハチャメチャ秋祭り 響子さんと井戸の中   | 伊藤和典            | 向後知一       | 向後知一       | 中嶋敦子   | 10月8日        |
| 第30話 | エッ響子さん結婚!?五代くん涙の引越し    | 伊藤和典            | 吉永尚之       | 吉永尚之       | 河南正昭   | 10月15日       |
| 第31話 | 一刻館スキャンダル 五代くんが同棲中!?   | 伊藤和典            | 片山一良       | 片山一良       | 音無竜之介 | 10月22日       |
| 第32話 | 玉子はミステリー？四谷の危険な贈り物    | 伊藤和典            | 小島多美子     | 吉永尚之       | 服部圭子   | 10月29日       |
| 第33話 | 日記にショック！惣一郎に恋人がいた!?    | 島田満              | 鈴木行         | 鈴木行         | 中嶋敦子   | 11月5日        |
| 第34話 | 恋は強引に！ゆかり婆ちゃん金歯で勝負    | 小西川博            | 片山一良       | 片山一良       | 河南正昭   | 11月12日       |
| 第35話 | 追跡大作戦！響子と五代のデートを狙え    | 小西川博            | 向後知一       | 向後知一       | 中嶋敦子   | 11月19日       |
| 第36話 | いきなりキスの嵐！朱美さんの失恋物語    | 伊藤和典            | 吉永尚之       | 吉永尚之       | 服部圭子   | 11月26日       |
| 第37話 | アブナイ仮装大会!!響子も過激に大変身    | 島田満              | 小島多美子     | 向後知一       | 音無竜之介 | 12月3日        |
| 第38話 | 五代くん失恋？こずえが三鷹に急接近!?    | 小西川博            | 鈴木行         | 鈴木行         | 河南正昭   | 12月10日       |
| 第39話 | 恋はガッツで勝負！五代のバイト大作戦    | 伊藤和典            | 片山一良       | 片山一良       | 中嶋敦子   | 12月17日       |
| 第40話 | 優しさがせつなくて X'マスは恋の予感！   | 伊藤和典            | 小島多美子     | 向後知一       | 高岡希一   | 12月24日       |
| 第41話 | 湯上り響子にドキッ 露天風呂のぞき合戦   | 小西川博            | 吉永尚之       | 吉永尚之       | 河南正昭   | 1987年 1月7日  |
| 第42話 | 五代くん骨折！恋のチャンスは病室で!!    | 伊藤和典            | 鈴木行         | 近藤英輔       | 小川博司   | 1月14日        |
| 第43話 | 恋の火花がスパーク 五代と三鷹入院騒動   | 伊藤和典            | 向後知一       | 向後知一       | 音無竜之介 | 1月21日        |
| 第44話 | 賢太郎君もマッ青?!四谷の恐るべき正体    | 伊藤和典            | 吉永尚之       | 吉永尚之       | 河南正昭   | 1月28日        |
| 第45話 | 衝撃の重大発言?!響子が五代に愛の告白    | 島田満              | 望月智充       | 鈴木行         | 中嶋敦子   | 2月4日         |
| 第46話 | 響子争奪！スケートリンクは愛の戦場      | 伊藤和典            | 鈴木行         | 近藤英輔       | 小川博司   | 2月11日        |
| 第47話 | 響子ハチャメチャ！酔いどれてプッツン    | 小西川博            | 吉永尚之       | 向後知一       | 高岡希一   | 2月18日        |
| 第48話 | 五代激白！僕の気持ちを判ってほしい!!    | 小西川博            | 大賀俊二       | 鈴木行         | 河南正昭   | 2月25日        |
| 第49話 | 三鷹の猛特訓！犬が恐くて恋ができるか    | 小西川博            | 片渕須直       | 片渕須直       | 中嶋敦子   | 3月4日         |
| 第50話 | 響子が一目惚れ?!一刻館にヘンな奴登場    | 伊藤和典            | 小島多美子     | 鈴木行         | 音無竜之介 | 3月11日        |
| 第51話 | 四谷さんもびっくり 一刻館が消える日!?   | 小西川博            | 鈴木行         | 近藤英輔       | 小川博司   | 3月18日        |
| 第52話 | 許して惣一郎さん！響子涙の再婚宣言!!    | 伊藤和典            | 片山一良       | 片山一良       | 河南正昭   | 3月25日        |
| 第53話 | 女子高生パワー爆発 響子に恋の宣戦布告   | 小西川博            | 吉永尚之       | 吉永尚之       | 中島敦子   | 4月8日         |
| 第54話 | 裸でアタック！五代タジタジ誘惑作戦!!    | 小西川博            | 小島多美子     | 山口頼房       | 清水恵蔵   | 4月15日        |
| 第55話 | 突撃パジャマ娘！一刻館はラブパニック    | 高屋敷英夫          | 鈴木行         | 鈴木行         | 高岡希一   | 4月22日        |
| 第56話 | 八神の決心！あきらめないわ初恋だもの    | 高屋敷英夫          | 大賀俊二       | 関田修         | 音無竜之介 | 4月29日        |
| 第57話 | お嬢サマ登場！三鷹コーチにひとめぼれ    | 金子裕              | 近藤英輔       | 近藤英輔       | 小川博司   | 5月6日         |
| 第58話 | 五代か三鷹か！女ごころは今夜が勝負!!    | 高屋敷英夫          | 吉永尚之       | 鈴木行         | 中島敦子   | 5月13日        |
| 第59話 | ドキッ！九条明日菜はじめての体験!!      | 金子裕              | 吉永尚之       | 関田修         | 河南正昭   | 5月20日        |
| 第60話 | 見ちゃった！響子と三鷹がいきなりB?!     | 小西川博            | 小島多美子     | 山本智史       | 中島敦子   | 5月27日        |
| 第61話 | 追いかけて五代さん 響子失恋ひとり旅     | 小西川博            | 棚橋一徳       | 山口頼房       | 清水恵蔵   | 6月10日        |
| 第62話 | ヤッタ！響子と混浴 露天ぶろで二人きり   | 高屋敷英夫          | 山本智史       | 山本智史       | 音無竜之介 | 6月17日        |
| 第63話 | パワフル八神が忘れた頃にやって来た！    | 金子裕              | 山本智史       | 鈴木行         | 中嶋敦子   | 6月24日        |
| 第64話 | 五代くん負けそう！女子高校生の甘い罠!!  | 金子裕              | 近藤英輔       | 近藤英輔       | 小川博司   | 7月1日         |
| 第65話 | 八神絶叫！キケンな四谷の個人授業!!      | 小西川博            | 小島多美子     | 関田修         | 河南正昭   | 7月8日         |
| 第66話 | 八神の挑戦！未亡人なんかに負けないわ    | 高屋敷英夫          | 鈴木行         | 鈴木行         | 中嶋敦子   | 7月15日        |
| 第67話 | 八神もア然！ゆかり婆ちゃん金歯で参上!!  | 高屋敷英夫          | 山本智史       | 山本智史       | 鈴木俊二   | 7月22日        |
| 第68話 | 闘魂ゆかり婆ちゃん これぞ熱血草野球！   | 小西川博            | 近藤英輔       | 近藤英輔       | 小川博司   | 7月29日        |
| 第69話 | 水中大乱闘！五代に疑惑のキスマーク!!    | 金子裕              | 山本智史       | 鈴木行         | 中嶋敦子   | 8月5日         |
| 第70話 | さらば婆ちゃん！上野駅は宴会パニック    | 高屋敷英夫          | 小島多美子     | 茂木智里       | 河南正昭   | 8月12日        |
| 第71話 | 真夏の夜の夢？五代早くも就職決定か?!    | 小西川博            | 吉永尚之       | 鈴木行         | 中嶋敦子   | 8月19日        |
| 第72話 | 赤ちゃん誕生？五代の泣き笑い人生！      | 金子裕              | 山本智史       | 山本智史       | 鈴木俊二   | 8月26日        |
| 第73話 | 一刻館人質騒動！八神の大きなお世話様    | 小西川博            | 近藤英輔       | 近藤英輔       | 河南正昭   | 9月2日         |
| 第74話 | 就職戦線異状あり！五代サヨナラ大逆転    | 金子裕              | 小島多美子     | 鈴木行         | 中島敦子   | 9月9日         |
| 第75話 | 恋ひとすじ！八神と明日菜は懲りない女    | 高屋敷英夫          | 吉永尚之       | 茂木智里       | 河南正昭   | 9月16日        |
| 第76話 | ワタシ待つわ！響子突然のイミシン宣言    | 高屋敷英夫          | 小島多美子     | 鈴木行         | 中嶋敦子   | 9月23日        |
| 第77話 | あっぱれ五代！たまに見せます男の意地    | 小西川博 高屋敷英夫 | 山本智史       | 山本智史       | 鈴木俊二   | 10月14日       |
| 第78話 | それは秘密です！五代のバイト奮闘記!!    | 小西川博            | 吉永尚之       | 茂木智里       | 中嶋敦子   | 10月21日       |
| 第79話 | 響子さんゴメンネ！涙・涙の愛妻弁当?!    | 金子裕 高屋敷英夫   | 小島多美子     | 近藤英輔       | 河南正昭   | 10月28日       |
| 第80話 | 五代ドッキリ！突然八神のバニーガール!!  | 金子裕              | 山本智史       | 山本智史       | 中嶋敦子   | 11月4日        |
| 第81話 | 愛の執念！明日菜はやっぱり懲りない女    | 高屋敷英夫          | 鈴木行         | 鈴木行         | 河南正昭   | 11月11日       |
| 第82話 | 満点パパ！五代くんの子育てストーリー    | 高屋敷英夫          | 茂木智里       | 茂木智里       | 鈴木俊二   | 11月18日       |
| 第83話 | 追いかけてヨコハマ 響子さんが逃げる?!   | 小西川博            | 小島多美子     | 近藤英輔       | 河南正昭   | 11月25日       |
| 第84話 | 疑惑1000% 響子のスキャンダルナイト      | 小西川博            | 吉永尚之       | 鈴木行         | 中嶋敦子   | 12月2日        |
| 第85話 | ここが正念場！五代と三鷹宿命の対決      | 高屋敷英夫          | 澤井幸次       | 澤井幸次       | 河南正昭   | 12月9日        |
| 第86話 | 衝撃の一夜！明日菜のサラダ記念日?!      | 高屋敷英夫          | 吉永尚之       | 茂木智里       | 中嶋敦子   | 12月16日       |
| 第87話 | 明日菜が妊娠？三鷹びっくり結婚宣言!!    | 金子裕              | 小島多美子     | 近藤英輔       | 河南正昭   | 12月23日       |
| 第88話 | 愛ふたたび？こずえが残したキスの味!!    | 金子裕              | 鈴木行         | 鈴木行         | 鈴木俊二   | 1988年 1月6日  |
| 第89話 | 結ばれぬ愛！五代と響子今日でお別れ？    | 小西川博            | 澤井幸次       | 澤井幸次       | 中嶋敦子   | 1月13日        |
| 第90話 | 響子さん引退！一刻館は遠い想い出？      | 小西川博            | 茂木智里       | 茂木智里       | 河南正昭   | 1月20日        |
| 第91話 | 響子ガク然！朱美と五代は意外な関係?!    | 高屋敷英夫          | 小島多美子     | 澤井幸次       | 中嶋敦子   | 1月27日        |
| 第92話 | こずえちゃん結婚！五代の愛は永遠に?!    | 高屋敷英夫          | 鈴木行         | 鈴木行         | 鈴木俊二   | 2月3日         |
| 第93話 | 春の予感？ふたりの心は熱いトキメキ!!    | 高屋敷英夫          | 吉永尚之       | 近藤英輔       | 河南正昭   | 2月10日        |
| 第94話 | やったぜ！五代くん決死のプロポーズ!!    | 小西川博            | 鈴木行         | 鈴木行         | 中嶋敦子   | 2月17日        |
| 第95話 | ああ感動！指輪に込めたばあちゃんの愛    | 金子裕              | 澤井幸次       | 澤井幸次       | 河南正昭   | 2月24日        |
| 第96話 | この愛ある限り！一刻館は永遠に…!!       | 高屋敷英夫          | 吉永尚之       | 茂木智里       | 中嶋敦子   | 3月2日         |

### 放送局
| 放送期間                                                                              | 放送時間                                | 放送局         | 対象地域       | 備考                    |
| ------------------------------------------------------------------------------------- | --------------------------------------- | -------------- | -------------- | ----------------------- |
| 1986年3月26日 - 1988年3月2日                                                          | 水曜 19:00 - 19:30                      | テレビ長崎     | 長崎県         | [ 10 ] [ 注 10 ]        |
|                                                                                       |                                         | 鹿児島テレビ   | 鹿児島県       | [ 注 10 ]               |
|                                                                                       | 水曜 19:30 - 20:00                      | フジテレビ     | 関東広域圏     | 制作局                  |
|                                                                                       |                                         | 北海道文化放送 | 北海道         |                         |
|                                                                                       |                                         | 仙台放送       | 宮城県         |                         |
|                                                                                       |                                         | 山形テレビ     | 山形県         |                         |
|                                                                                       |                                         | 福島テレビ     | 福島県         |                         |
|                                                                                       |                                         | 新潟総合テレビ | 新潟県         | 現・NST新潟総合テレビ   |
|                                                                                       |                                         | 富山テレビ     | 富山県         |                         |
|                                                                                       |                                         | 石川テレビ     | 石川県         |                         |
|                                                                                       |                                         | 福井テレビ     | 福井県         |                         |
|                                                                                       |                                         | 長野放送       | 長野県         |                         |
|                                                                                       |                                         | テレビ静岡     | 静岡県         |                         |
|                                                                                       |                                         | 東海テレビ     | 中京広域圏     |                         |
|                                                                                       |                                         | 関西テレビ     | 近畿広域圏     |                         |
|                                                                                       |                                         | 山陰中央テレビ | 島根県・鳥取県 |                         |
|                                                                                       |                                         | 岡山放送       | 岡山県・香川県 |                         |
|                                                                                       |                                         | テレビ新広島   | 広島県         | [ 注 11 ]               |
|                                                                                       |                                         | 愛媛放送       | 愛媛県         | 現・テレビ愛媛          |
|                                                                                       |                                         | テレビ西日本   | 福岡県         |                         |
|                                                                                       |                                         | サガテレビ     | 佐賀県         |                         |
|                                                                                       |                                         | テレビ熊本     | 熊本県         |                         |
|                                                                                       |                                         | テレビ宮崎     | 宮崎県         |                         |
|                                                                                       |                                         | 沖縄テレビ     | 沖縄県         |                         |
| 1986年4月2日 - 1988年3月9日                                                           | 水曜 17:30 - 18:00                      | テレビ山口     | 山口県         | [ 11 ] [ 12 ]           |
| 1986年4月3日 - 1988年4月7日                                                           | 木曜 16:30 - 17:00                      | テレビ大分     | 大分県         | [ 13 ] [ 14 ] [ 注 12 ] |
| 不明 - 1987年3月 1987年4月8日 - 1988年3月2日                                          | 月曜 17:00 - 17:30 水曜 19:30 - 20:00   | 秋田テレビ     | 秋田県         | [ 注 13 ]               |
| 不明 - 1988年5月31日                                                                  | 火曜 16:30 - 17:00                      | テレビ高知     | 高知県         | [ 18 ]                  |
| （遅れネット）                                                                        | 火曜 17:30 - 18:00                      | 青森放送       | 青森県         |                         |
|                                                                                       | 火曜 17:30 - 18:00 → 火曜 16:30 - 17:00 | テレビ岩手     | 岩手県         |                         |
|                                                                                       | 月曜 17:00 - 17:30                      | 山梨放送       | 山梨県         |                         |
| 放送時間は1988年2月中旬 - 3月終了時点のもの（個別に出典が提示されているものを除く）。 |                                         |                |                |                         |

### 関連商品（テレビアニメ）

#### サウンドトラック
|      | 発売日         | タイトル                                                     | 規格 | 規格品番   | 発売元               |
| ---- | -------------- | ------------------------------------------------------------ | ---- | ---------- | -------------------- |
| 1st  | 1986年9月21日  | めぞん一刻 MUSIC BLEND                                       | LP   | C28G0447   | キャニオン・レコード |
| 1st  | 1986年9月21日  | めぞん一刻 MUSIC BLEND                                       | CT   | 28P6589    | ポニー               |
| 2nd  | 1986年12月21日 | めぞん一刻 ミュージックカクテル                              | CD   | H33K-20030 | キティレコード       |
| 3rd  | 1987年7月1日   | めぞん一刻 MUSIC BLEND 2                                     | LP   | C28G0473   | キャニオン・レコード |
| 3rd  | 1987年7月1日   | めぞん一刻 MUSIC BLEND 2                                     | CT   | 28P6692    | ポニー               |
| 3rd  | 1987年7月1日   | めぞん一刻 MUSIC BLEND 2                                     | CD   | H33K-20076 | キティレコード       |
| 4th  | 1988年2月21日  | めぞん一刻 完結篇 オリジナル・サウンドトラック               | LP   | C25G0489   | ポニーキャニオン     |
| 4th  | 1988年2月21日  | めぞん一刻 完結篇 オリジナル・サウンドトラック               | CT   | 25P7476    | ポニーキャニオン     |
| 4th  | 1988年2月21日  | めぞん一刻 完結篇 オリジナル・サウンドトラック               | CD   | H30K-20116 | キティレコード       |
| 5th  | 1988年3月21日  | めぞん一刻 完結篇 完全収録版                                 | LP   | C35G0493   | ポニーキャニオン     |
| 5th  | 1988年3月21日  | めぞん一刻 完結篇 完全収録版                                 | CT   | 35P8141    | ポニーキャニオン     |
| 5th  | 1988年3月21日  | めぞん一刻 完結篇 完全収録版                                 | CD   | H35K-20118 | キティレコード       |
| 6th  | 1988年12月21日 | めぞん一刻 MUSIC SOUR〜未発表TV・BGM集〜                     | CD   | H30K-20135 | キティレコード       |
| 6th  | 1988年12月21日 | めぞん一刻 MUSIC SOUR〜未発表TV・BGM集〜                     | CT   | 28CS-0193  | キティレコード       |
| 7th  | 1989年12月21日 | めぞん一刻 Music Shake〜未発表TV・BGM集Vol.2〜               | CD   | H00K-20162 | キティレコード       |
| 7th  | 1989年12月21日 | めぞん一刻 Music Shake〜未発表TV・BGM集Vol.2〜               | CT   | 00CS-0214  | キティレコード       |
| 8th  | 1992年7月25日  | めぞん一刻 FOREVER REMIX                                     | CD   | KTCR-1166  | キティレコード       |
| 9th  | 1994年11月2日  | めぞん一刻 ベストセレクション                                | CD   | KTCR-1304  | キティレコード       |
| 10th | 1999年3月17日  | めぞん一刻 テーマソングベスト+                               | CD   | PCCG-00492 | ポニーキャニオン     |
| 11th | 2015年8月19日  | 決定盤「めぞん一刻」アニメ主題歌&キャラソン大全集 （+BGM集） | CD   | PCCK-20120 | ポニーキャニオン     |

#### CD-BOX
| 発売日        | タイトル                                        | 規格 | 規格品番    | 発売元        | 備考 |
| ------------- | ----------------------------------------------- | ---- | ----------- | ------------- | ---- |
| 1994年11月2日 | めぞん一刻 コンプリート・ミュージック・ボックス | CD   | KTCR-9010/5 | Kitty Records |      |

#### ドラマCD
サウンドトラックをそのまま使い、四谷役の千葉繁のナレーションをかぶせたドラマCD『サウンド・シアター』が全話分作成された。当初ナレーションは主音声に収録されていたが、後に副音声となり、ドラマ部分だけを聴くことができるようになった。付録として声優によるDJパートのほか、出演者のインタビューが収録されていた。
テレビアニメ放送終了後の1992年に特別企画としてドラマCD『めぞん一刻 PARTY ALBUM』がリリースされている。

#### 映像ソフト化（テレビアニメ）
- 本編のVHSビデオは1992年4月21日に発売。全24巻セット（1998年から1999年にかけて1巻毎のバラ売り開始）。
- 本編のLD-BOXは1995年3月21日に発売。24枚組（同年10月から1枚毎のバラ売り開始）。
- 本編のVCDは1996年7月 - 1997年2月に発売。全24枚（1枚毎のバラ売りのみ）。
- 本編のDVDは2000年5月24日 - 10月25日に発売。全24巻。
- 2005年6月24日に全話収録のDVD-BOXが発売。
- 2013年12月25日に本編Blu-ray BOX1（第1話 - 第48話）が発売。
- 2014年4月23日に本編Blu-ray BOX2（第49話 - 第96話）が発売。
- 2017年12月20日に全話収録のBlu-ray SETが発売。全16枚。

| フジテレビ系列 水曜 19:30 - 20:00                           | フジテレビ系列 水曜 19:30 - 20:00           | フジテレビ系列 水曜 19:30 - 20:00 |
| 前番組                                                      | 番組名                                      | 次番組 |
| ----------------------------------------------------------- | ------------------------------------------- | --- |
| うる星やつら（1981年版） （1981年10月14日 - 1986年3月19日） | めぞん一刻 （1986年3月26日 - 1988年3月2日） | F（第1話 - 第21話） （1988年3月9日 - 9月28日） - ※1988年4月以降は2分短縮し、19:30 - 19:58で放送。 - ※第22話以降はローカルセールス枠へ移動して放送。 |

## 劇場アニメ

### めぞん一刻 完結篇
『めぞん一刻 完結篇』（めぞんいっこく かんけつへん）は、1988年2月6日に東宝系で公開された、日本の長編アニメーション映画。高橋留美子の漫画『めぞん一刻』を原作とするアニメオリジナル作品である。同時上映作品は『うる星やつら 完結篇』。
『めぞん一刻』唯一の劇場アニメ作品。「完結篇」と銘打ってはいるが、テレビアニメで五代と八神の関係の決着がはっきり描かれなかったこと以外は完全な結末を迎えているため、原作やテレビアニメで触れられなかった、五代と八神の関係、そして響子と八神の対決がどう決着したかにスポットを当てた作品となっている。一刻館での一晩の出来事がほぼリアルタイムで進行し、テレビアニメでは登場しなかった二階堂望も登場している。作品の時系列は原作に準拠しており、テレビアニメとは一部内容が直接つながらない。
DVDは2001年12月19日に発売された。また、2015年9月30日に発売されたBlu-ray『めぞん一刻 劇場＆OVA Blu-ray SET』に、本作品が収録されている。

#### あらすじ（完結篇）
一刻館の管理人・響子といよいよ結婚することになった五代。2人を見守り続けた一刻館の住人たちは、結婚式を翌日にひかえた夜、祝福の大宴会を開こうと計画する。一刻館の常で、酒が回るにつれて大狂乱になっていく宴会。そんな中、響子は誰かからの手紙を待っているらしい。五代は不審がり、不安になる。周囲の酔っ払いたちは、五代に嫌気がさして他の男と駆け落ちするのではないかなどと無責任な想像をして、五代の不安をあおりたてる。そんな中、五代と響子の結婚自体を知らされていなかった八神が来訪。さすがに気を使って口をつぐむ住人たちだったが、二階堂が口を滑らせてしまう。そして動揺し泥酔し狂乱した八神は、ついに響子を屋根裏部屋に呼び出し、二人は一対一で対峙する。沈黙する響子の秘密を巡り、物語は展開してゆく。

#### キャスト（完結篇）
- 音無響子 - 島本須美
- 五代裕作 - 二又一成
- 四谷 - 千葉繁
- 一の瀬花枝 - 青木和代
- 六本木朱美 - 三田ゆう子
- 二階堂望 - 堀川亮
- 八神いぶき - 渕崎有里子
- 三鷹瞬 - 神谷明
- 九条明日菜 - 鶴ひろみ
- 郁子 - 荘真由美
- 黒木 - 榊原良子
- 部長 - 大竹宏
- 一の瀬氏 - 矢田稔
- マスター - 若本規夫
- 坂本 - 古川登志夫
- 飯岡 - 富山敬
- 五代ゆかり - 京田尚子
- 響子の父 - 富田耕生

#### スタッフ（完結篇）
- 原作 - 高橋留美子[24]
- 監督 - 望月智充[24]
- 製作 - 多賀英典
- 企画 - 落合茂一
- 脚本 - 島田満[24]、望月智充[24]
- キャラクターデザイン・作画監督 - 森山ゆうじ
- 美術監督 - 小倉宏昌
- 音楽 - 森英治[24]
- 撮影監督 - 金子仁
- 音響監督 - 斯波重治
- 録音製作 - オムニバスプロモーション
- 色指定 - 一瀬美代子
- 編集 - 森田清次、坂本雅紀、伊多波直子
- プロデューサー - 松下洋子
- アニメーション制作プロデューサー - 岡村雅裕
- 制作協力 - 亜細亜堂
- 制作 - キティ・フィルム[24]
- 配給 - 東宝

#### 主題歌（完結篇）
「硝子のキッス」（ガラスのキッス）
姫乃樹リカによる主題歌。作詞は松本隆、作曲は和泉常寛、編曲は萩田光雄。

## OVA
『めぞん一刻 移りゆく季節の中で』と『めぞん一刻 番外編 一刻島ナンパ始末記』の2作品がある。2000年11月15日には、両作品を収録したDVD『めぞん一刻 OVA ベストカップリング』が発売された。また、2015年9月30日に発売されたBlu-ray『めぞん一刻 劇場＆OVA Blu-ray SET』にも両作品は収録されている。

### めぞん一刻 移りゆく季節の中で
『めぞん一刻 移りゆく季節の中で』（めぞんいっこく うつりゆくきせつのなかで）は、1988年に発売された日本のOVA作品。テレビアニメ『めぞん一刻』全96話を90分にまとめた総集編である。
冒頭は白黒（同時にクレジットされたスタッフロールはピンク色）で、春先に響子が惣一郎の墓参りをしているところから始まり、夏・秋・冬のさまざまな出来事を経て、最後はふたたび春先の惣一郎の墓前で終わる。先述の通り本作品はテレビアニメの「総集編」であるが、一部テレビアニメには存在しないシーンや異なるシーンがある。また、テレビアニメに出演していない星野桜子が声をあてている（役名は不明）。

#### キャスト（移りゆく季節の中で）
- 音無響子 - 島本須美
- 五代裕作 - 二又一成
- 四谷 - 千葉繁
- 一の瀬花枝 - 青木和代
- 六本木朱美 - 三田ゆう子
- 三鷹瞬 - 神谷明
- 響子の父 - 富田耕生
- 千草律子（響子の母） - 松島みのり
- 音無老人 - 槐柳二
- 九条明日菜 - 鶴ひろみ
- 坂本 - 古川登志夫
- 七尾こずえ - 冨永みーな
- 三鷹の叔父 - 天地麦人
- 八神いぶき - 渕崎ゆり子
- 五代ゆかり - 京田尚子
- 悦子 - 室井深雪
- 敦子 - 林原めぐみ
- 麻美 - TARAKO
- 上荻先生 - 沢田敏子
- 茶々丸のマスター - 若本規夫

#### スタッフ（移りゆく季節の中で）
- 原作 - 高橋留美子
- 監督 - 吉永尚之
- 製作 - 多賀英典
- 企画 - 落合茂一
- 脚本 - 土屋斗紀雄、高屋敷英夫、金春智子、武上純希、小西川博、金子裕
- 絵コンテ・演出 - 山崎和男、小島多美子、鈴木行、片山一良、近藤英輔、茂木智里、澤井幸次、関田修
- 作画監督 - 河南正昭、中嶋敦子、音無竜之介、土器手司、服部圭子、鈴木俊二
- 音楽 - 川井憲次、杉山卓夫
- 美術 - 朝倉千登勢
- 色指定 - 田内聖子、渡辺理佳、深田早苗、吉良幸子
- 撮影 - 小沢次雄
- 録音 - 斯波重治
- 録音制作 - オムニバスプロモーション
- 編集 - 森田清次
- プロデューサー - 松下洋子、鈴木聡、久保真
- アニメーション制作 - スタジオディーン
- 制作 - キティ・フィルム

#### 主題歌（移りゆく季節の中で）
「悲しみよこんにちは」
斉藤由貴による主題歌。作詞は森雪之丞、作曲は玉置浩二、編曲は武部聡志。
本楽曲はテレビアニメの初代オープニングテーマである。

### めぞん一刻 番外編 一刻島ナンパ始末記
『めぞん一刻 番外編 一刻島ナンパ始末記』（めぞんいっこく ばんがいへん いっこくとうナンパしまつき）は、1991年6月21日に発売された日本のOVA作品。テレビアニメ『めぞん一刻』に関連する作品である。
ビッグコミックスピリッツの増刊号に掲載され、単行本6巻の締めに収録された同名のストーリーをアニメ化したもので、三鷹のクルーザーで三鷹と五代、響子を始め一刻館のメンバーがクルージング中に難破し、無人島に漂流する話。本作品では、同じ夏に起こった出来事として回想シーンから描かれ、無人島以外のオリジナルストーリーも少し含まれる。

#### キャスト（一刻島ナンパ始末記）
- 音無響子 - 島本須美
- 五代裕作 - 二又一成
- 四谷 - 千葉繁
- 六本木朱美 - 三田ゆう子
- 一の瀬花枝 - 青木和代
- 一の瀬賢太郎 - 坂本千夏
- 音無惣一郎 - 田中秀幸
- 三鷹瞬 - 神谷明

#### スタッフ（一刻島ナンパ始末記）
- 原作 - 高橋留美子
- 製作 - 多賀英典
- 企画 - 落合茂一
- 監督 - 四分一節子
- 脚本 - 高屋敷英夫
- 演出 - 前島健一
- キャラクターデザイン・作画監督 - 小林ゆかり
- 音楽 - 川井憲次、杉山卓夫
- 美術監督 - 小板橋かよ子
- 撮影監督 - 岡崎英夫
- 音響監督 - 斯波重治
- 色指定 - 伊藤弘子、宝来典行
- 音響製作 - オムニバスプロモーション
- 編集 - 薩川昭夫、井上潔、国吉伸幸、須田修
- プロデューサー - 松下洋子
- アニメーション制作プロデューサー - 松崎義之
- アニメーション製作協力 - マジックバス
- 制作 - キティ・フィルム

#### 主題歌（一刻島ナンパ始末記）
「悲しみよこんにちは」
斉藤由貴による主題歌。作詞は森雪之丞、作曲は玉置浩二、編曲は武部聡志。
本楽曲はテレビアニメの初代オープニングテーマである。